# Hispania Sacra
Hispania Sacra è una rivista scientifica semestrale di storia delle religioni in lingua spagnola. Fu fondata nel 1948 da Josep Vives i Gatell ed è attualmente edita a Madrid dal Consiglio superiore delle ricerche scientifiche.

## Storia
Fondata nel 1948 dallo storico catalano Josep Vives i Gatell come erede del periodico Missionalia Hispanica, la rivista è dedicata allo studio della storia delle religioni da una prospettiva non confessionale, con un particolare interesse per il mondo ispanico. Oltre ad articoli originali in spagnolo, inglese, francese, italiano e lingua, Hispania Sacra include recensioni critiche della produzione storiografica più recente.

## Indicizzazione
Hispania Sacra è indicizzata in: Arts & Humanities Citation Index, A&HCI (ISI, USA); SCOPUS (Elsevier B.V., NL); Francis (CNRS-INIST, FRA); Hispanic American Periodical Index, HAPI (UCLA, USA); Regesta Imperii (Regesta Imperii, GER); Arts and Humanities Data Service, AHDS (JISC-AHRC, UK); Handbook of Latin America Studies, HLAS (Library of Congress, USA); Ulrich's Periodicals Directory (ProQuest, UK); International Bibliography of the Social Sciences, IBSS (BIDS-JISC, UK); Religious and Theological Abstracts, RTA (William Sailer, USA); Periodical Index Online, PIO (Chadwick-Healey, ProQuest, UK); Historical Abstracts, HA (ABC CLIO, USA) e ISOC (CSIC, SPA). È inoltre incluso nel catalogo Latindex 2.0 e ha ilmarchiodi qualitàFECYT.